# Nezara viridula
Nezara viridula är en insektsart som först beskrevs av Carl von Linné 1758.  Nezara viridula ingår i släktet Nezara och familjen bärfisar. Inga underarter finns listade i Catalogue of Life.

## Bildgalleri

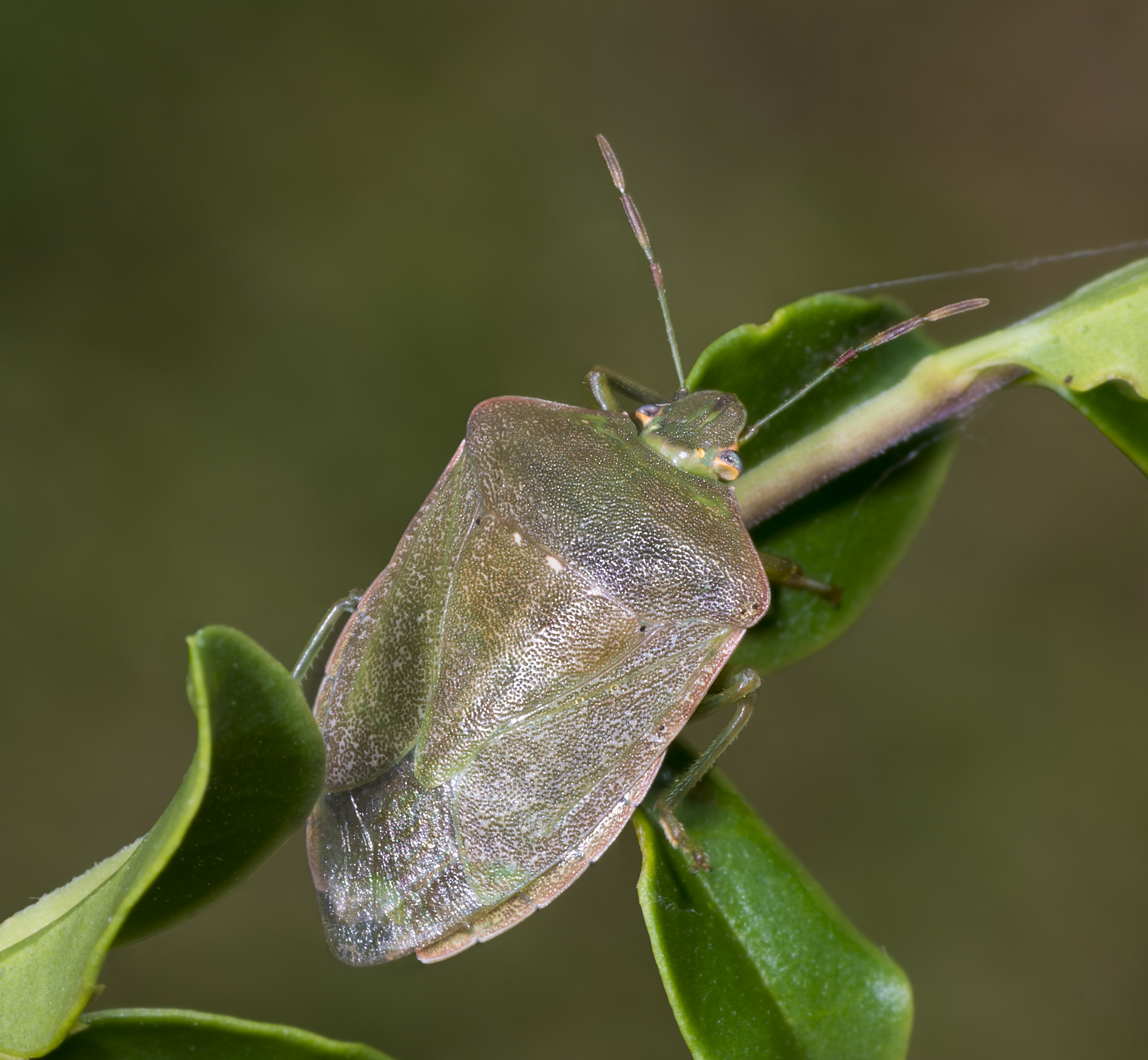
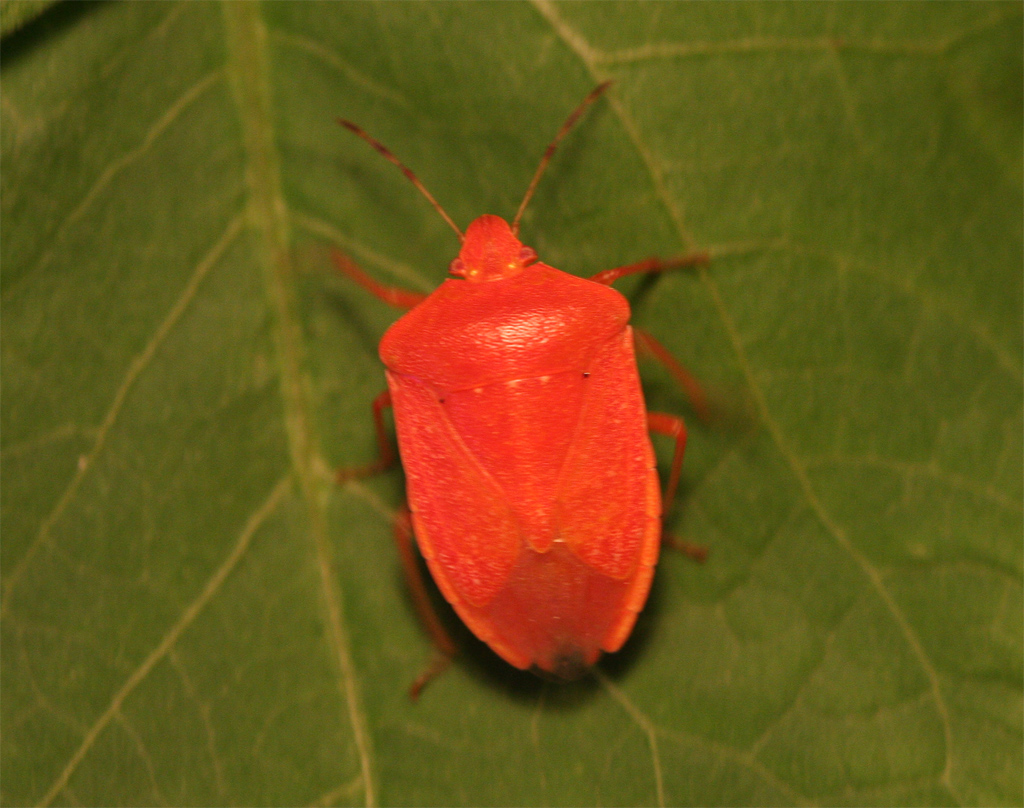
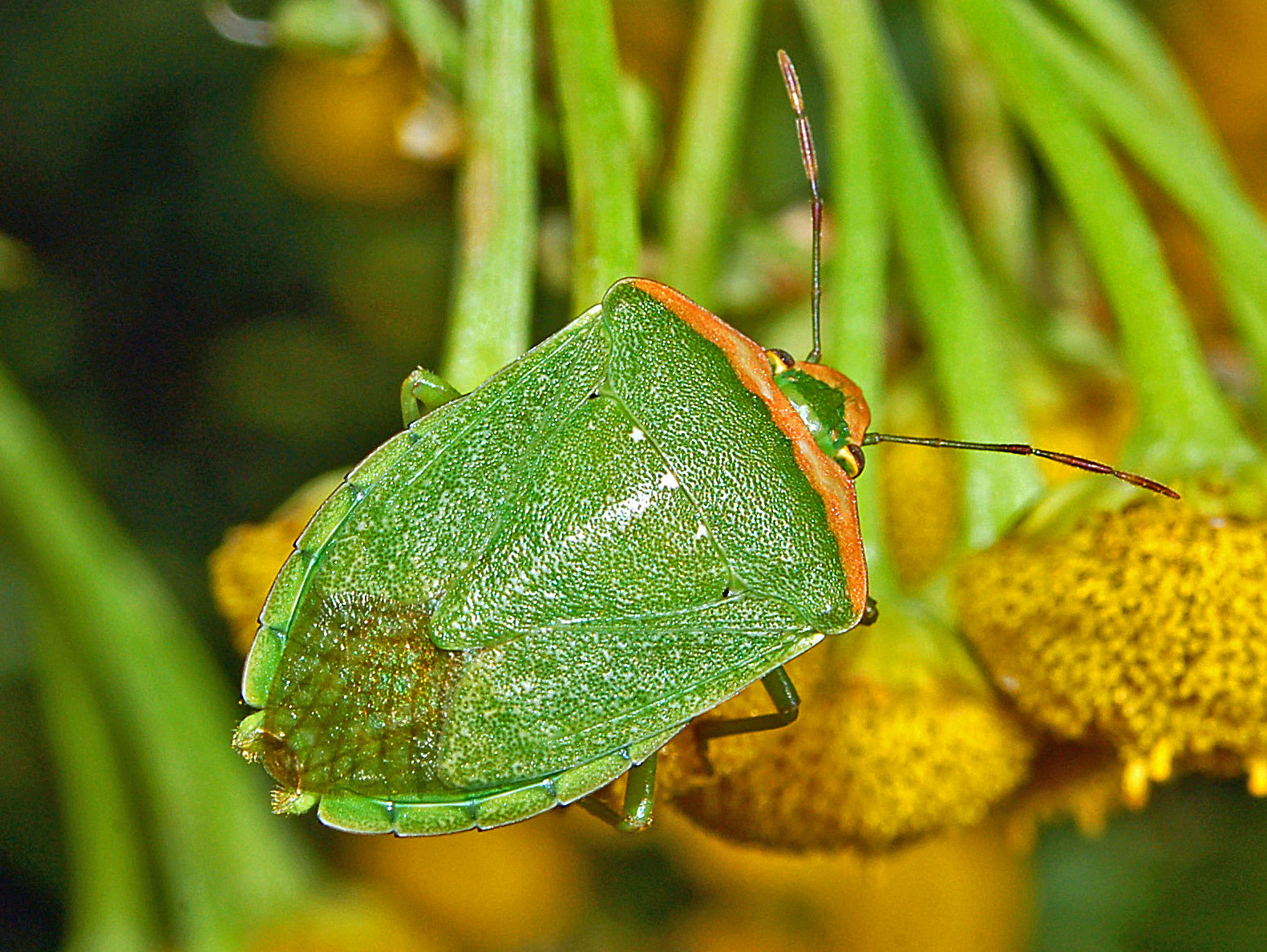
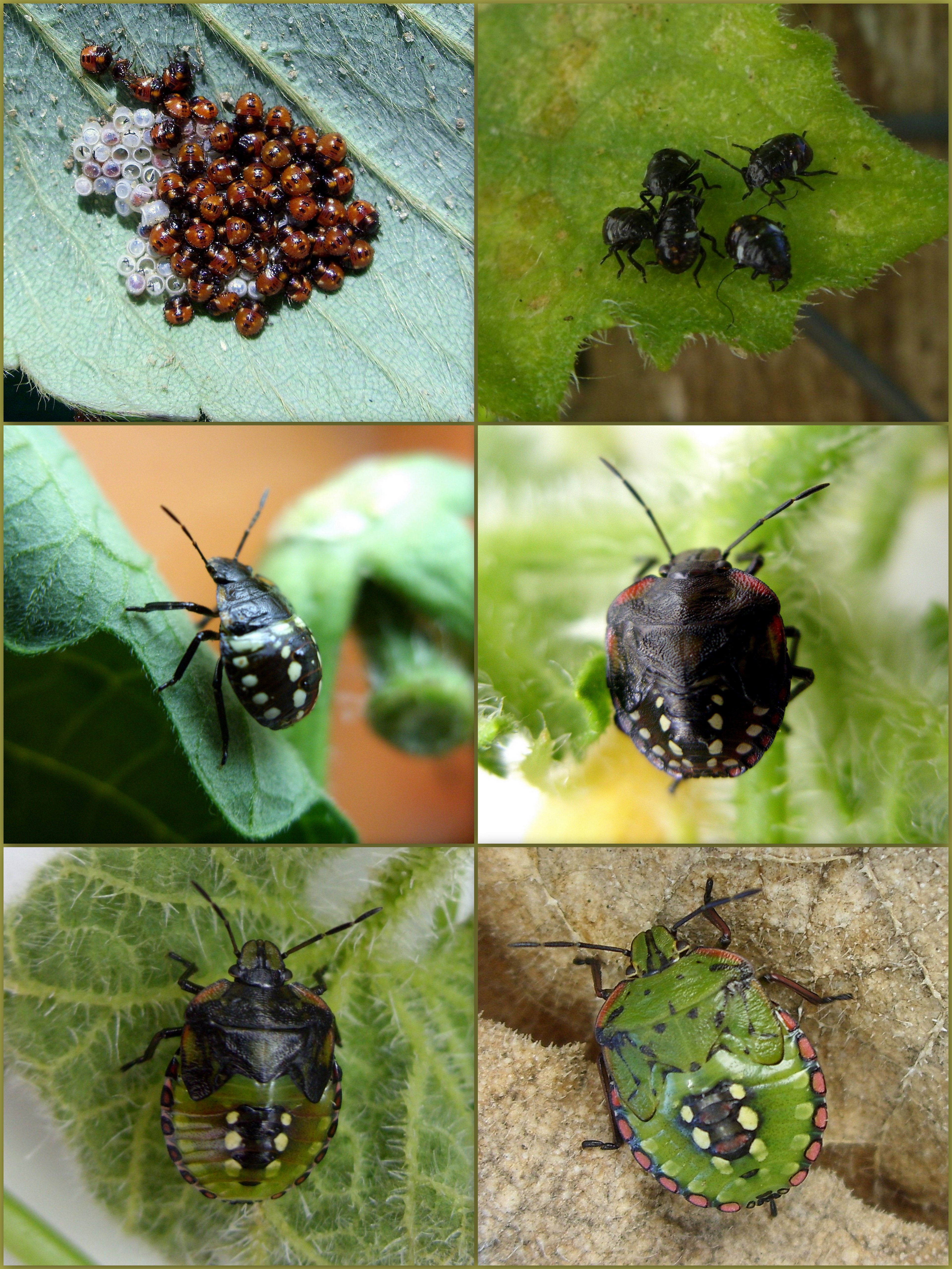
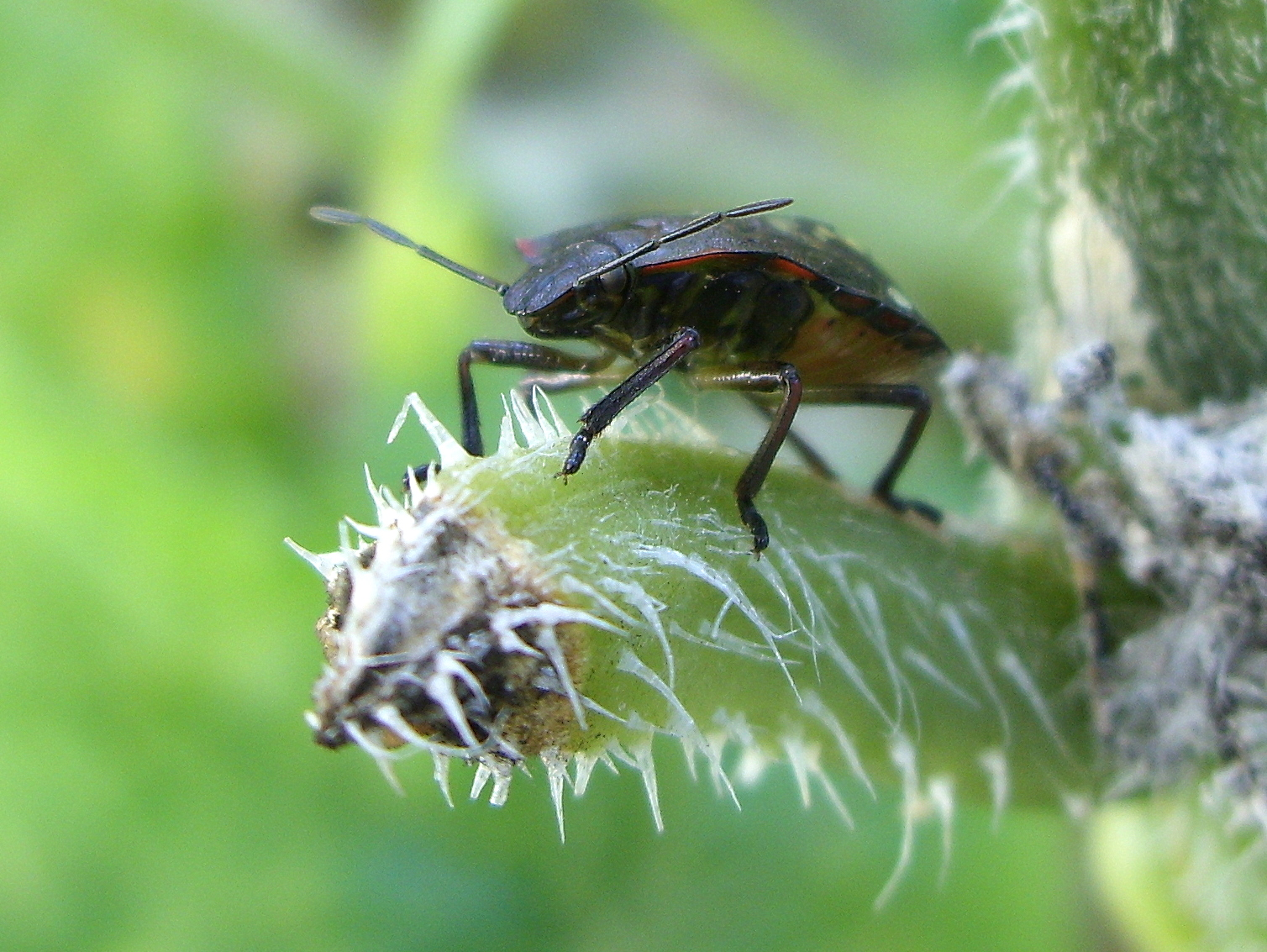
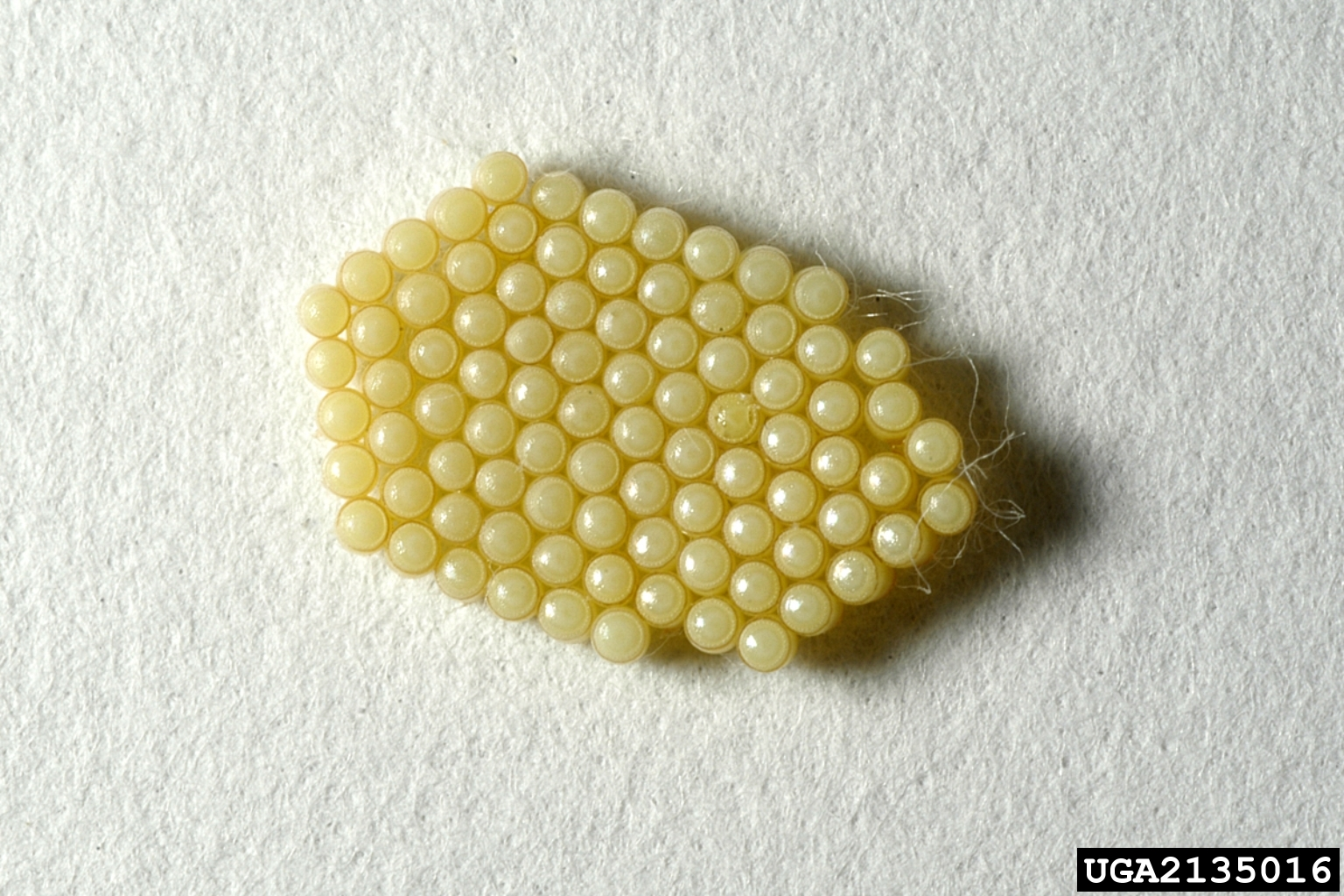